# Anton Irgolič
Anton Irgolič, slovenski učitelj in organizator, * 9. junij 1830, Velika Nedelja, † 27. september 1888, Zagreb.

## Življenje in delo
Irgolič je bil najprej dve leti učitelj na Štajerskem, od koder je 1859 odšel v Zagreb, kjer je bil do 1861 začasni, nato pa definitivni učitelj na kaptolski in gornjogradski ljudski šoli. Leta 1874 je postal ravnatelj kaptolske šole, na kateri je deloval do smrti. Bil je član in blagajnik mnogih učiteljskih organizacij in v zagrebških krogih zelo priljubljen ter splošno znan pod imenom »Tonček«. 